# 138-о средно училище „Проф. Васил Златарски“
138. средно училище за западни и източни езици „Проф. Васил Златарски“ (бившето 138 ЕСПУ „Юрий Ал. Гагарин“) е средно училище в София.
Намира се на ул. „Алфред Нобел“ № 3 в кв. „Гео Милев“ в близост до бившия хотел „Плиска“. Училището предлага много широко чуждоезиково обучение, включващо английски, испански, немски, руски, френски, японски и китайски езици, които се изучават след 7-и клас. Член е на Асоциацията на Кеймбридж училищата и участва в международни програми за обмен на ученици.
Учебното заведение е открито на 30 октомври 1960 г. и е наречено на първия човек в историята, летял в космоса – Юрий Гагарин. През годините в училището се установява традицията космонавти да засаждат иглолистни дръвчета в специално обособена алея в двора, наречена „Алея на космонавтите“. Първото дърво (смърч) е засадено от самия Юрий Алексеевич Гагарин. На същата алея са засадили смърчове също и първият български космонавт Георги Иванов, вторият – Александър Александров, първата жена-космонавт – Валентина Терешкова, и др. В миналото пред всяко дръвче е имало табелка с името на космонавта, който го е засадил. В самото училище е имало стая, посветена на космонавтиката, в която се е съхранявала богата колекция, посветена на Космоса, включително и истински скафандър.
В днешни дни табелките с имената на космонавтите вече ги няма, а част от смърчовете са загинали. На алеята е поставена модернистична паметна плоча с имената на космонавтите, посетили училището, а във фоайето на училището е учреден и Музей на космонавтиката.
Вследствие политическите промени в България през 1989 г., от 1993 г. училището носи името на изтъкнатия български историк проф. Васил Златарски. По този начин учебното заведение има двама патрона, като техните барелефи се намират непосредствено до главния вход.

## Галерия
- Плочата с имената на космонавтите, посетили училището и засадили дърво.
- Алеята на космонавтите в двора на училището.